# Most-City Centre
 (juin 2019).
Si vous disposez d'ouvrages ou d'articles de référence ou si vous connaissez des sites web de qualité traitant du thème abordé ici, merci de compléter l'article en donnant les références utiles à sa vérifiabilité et en les liant à la section « Notes et références ».
 (juin 2019).

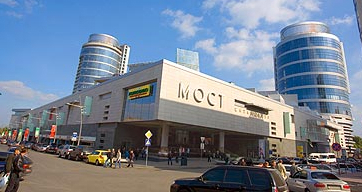
Most-City Centre

Most-City Centre est un complexe multifonctionnel et de grande hauteur situé dans la ville ukrainienne de Dnipro, qui a ouvert ses portes le 9 septembre 2006. Le propriétaire est le domaine Alef et le constructeur de la société de construction OLVIA, LTD. 
Le complexe couvre une superficie totale de 117 000 m2 ou 11,7 ha et est principalement divisé en un appartement (18 000 m2), un commerce (16 000 m2) et un complexe commercial et de loisirs (66 000 m2). Il est situé en plein centre, à distance de marche du front de mer de Dnipro et de la perspective Dmytro Jawornytsky.

## Installations
Le bâtiment contient plusieurs supermarchés et magasins, ainsi que des cafés et des restaurants. Le centre de divertissement comprend de nombreuses installations sportives telles qu'une patinoire couverte avec la possibilité de louer le matériel nécessaire ou un bowling composé de douze pistes de bowling et d'un casino, d'une salle de billard et d'un cinéma multiplexe de cinq salles. Cela comprend un garage pouvant accueillir jusqu'à 800 voitures.